# Atmonauti
Con atmonauti o atmonauti fly si definisce una tecnica di paracadutismo inventata dall'italiano Marco Tiezzi nel 1998, che consiste nell'utilizzare il corpo con un angolo d'incidenza e con una forma simile ad un'ala, ottenendo portanza e una reale performance di volo.

## Storia
La tecnica atmonauti, presentata nel 1998 da Tiezzi in varie competizioni di freestyle tra le quali le prestigiose European Espace Boogie e l'Eloy FreeFly Festival, ha rivoluzionato il paracadutismo fino ad allora conosciuto senza l'ausilio di accessori opzionali. In tutte le discipline del paracadutismo, tradizionalmente, i movimenti venivano fatti nella traiettoria verticale della forza di gravità e il termine "volare" veniva usato impropriamente per definire il controllo della caduta verticale nelle diverse posizioni. La tecnica atmonauti fly ha introdotto la possibilità per l'uomo di volare nel senso proprio del termine grazie alla portanza, fenomeno fisico tipico del volo, e permette anche a più persone di sincronizzare insieme le differenti velocità e traiettorie altrimenti individuali.
Il termine "atmonauti", creato a sua volta dall'inventore della tecnica stessa, significa "navigatori (nauti) dell'atmosfera (atmo)", in analogia con il termine "astronauti" che significa "navigatori dello spazio". Linguisticamente, il termine è slittato per metonimia dal "navigatore" alla tecnica stessa.
Nel 2001 l'atmonauti fly è stato perfezionato affinando la tecnica: la discesa procede anche con i piedi in avanti e leggermente più in basso rispetto al bacino anziché a testa in avanti, supini.
Dal 2002 è stata introdotta anche la tecnica in tandem, e nello stesso anno l'atmonauti è diventato una delle sei tecniche di orientamento di base approvate dalla FAI. Il movimento orizzontale eseguito è tra un "Track" e un "Flock", ma viene chiuso a 45°.